# Maricopa (popolo)

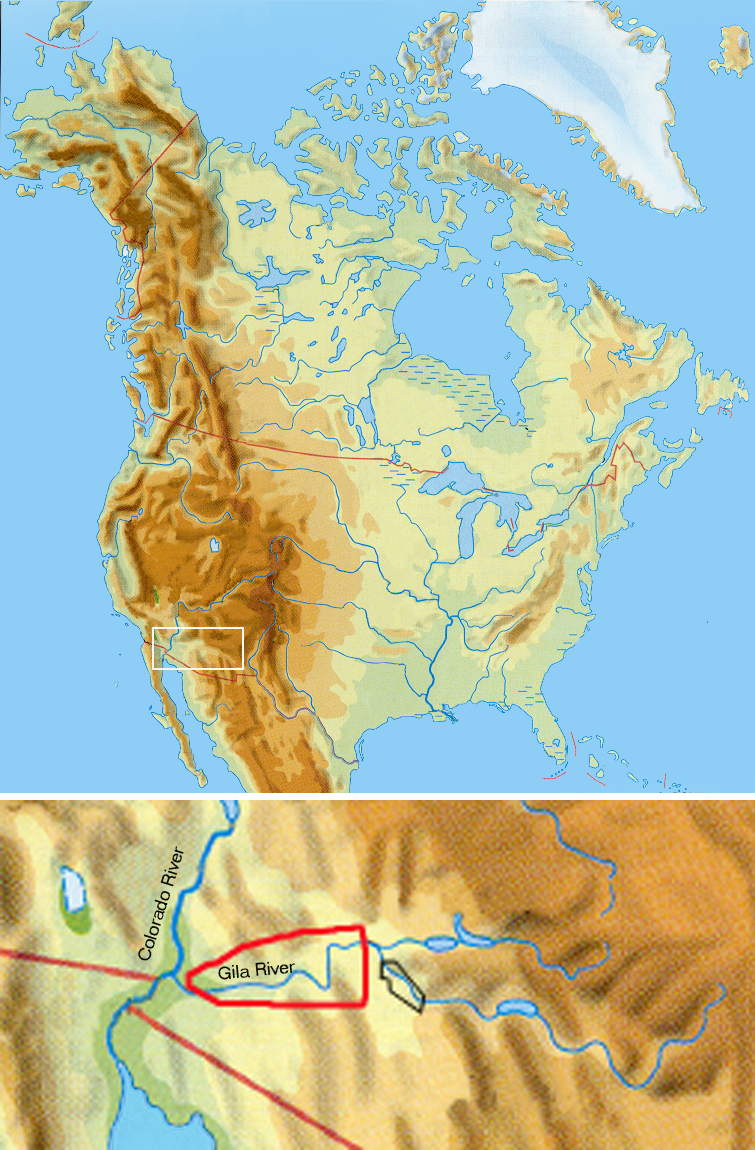
Maricopa

I Maricopa o Piipaash sono un popolo di nativi americani, che vive nella Salt River Pima-Maricopa Indian Community e Gila River Indian Community, assieme al popolo Pima, una tribù con la quale i Maricopa hanno sempre avuto ottime relazioni. I Maricopa della Salt River Pima-Maricopa Indian Community sono, per la maggior parte, membri della tribù Xalychidom Piipaash e sono concentrati nel centro abitato di Lehi. I Maricopa della Gila River Indian Community si trovano a Maricopa Colony. I Maricopa sono un gruppo stanziato sulle rive del fiume Yuman, che un tempo abitavano le rive del fiume Colorado.

## Nomi
I vicini Akimel O'odham (Pima) e futuri alleati, li chiamavano Kokmalik'op (nemici delle grandi montagne). Gli spagnoli traslitterarono in Maricopa mentre loro si chiamano Piipaa, Piipaash o Pee-Posh (popolo). Molti discendenti degli Halchidhoma, che avevano cercato rifugio presso i Maricopa nel 1825, oggi si identificano in inglese come "Maricopa". Ma alcuni si identificano anche, tradizionalmente, "Xalychidom Piipaa" o "Xalychidom Piipaash" ("persone che vivono verso l'acqua").

## Storia
In passato erano costituiti da piccoli gruppi di persone che vivevano per generazioni lungo le rive del fiume Colorado. Nel XVI secolo, emigrarono nell'area intorno al fiume Gila, per evitare attacchi da parte di Quechan e Mohave. Nel corso degli anni quaranta del XIX secolo, diverse epidemie e nuove malattie infettive causarono forti perdite alla tribù.
Nel 1825 un gruppo di trapper americani, e tra essi James Ohio Pattie, massacrò un gruppo di 200 Maricopa per vendicarsi di un precedente attacco.
Nel XIX secolo, i Maricopa costituirono una confederazione con i Pima, e nel 1857 sconfissero i Quechan e i Mohave nella battaglia di Pima Butte vicino a Maricopa Wells. Divennero agricoltori e nel 1870 produssero 1,300 tonnellate di grano. La siccità e la deviazione di acqua da parte di non-indiani li portarono a mancati raccolti.
Nel XIX e XX secolo, il Bureau of Indian Affairs implementò politiche per cercare di assimilare i Maricopa alla società europeo-americana tradizionale, e portarono missionari presbiteriani nelle comunità. Nel 1914, il governo federale degli Stati Uniti d'America sciolse le proprietà terriere tribali comunali per la distribuzione in quote individuali al fine di incoraggiare l'agricoltura di sussistenza secondo il modello europeo-americano, ma ciò non era appropriato per la geografia e il clima del luogo. Nel 1926 venne costituito il Consiglio consultivo dei Pima per parlare a nome delle comunità Pima e Maricopa. In seguito al passaggio dell'Indian Reorganization Act del 1934, nel 1936 Pima e Maricopa concordarono una costituzione per ripristinare un certo grado di autogoverno.
Durante gli anni 1930, il flusso del fiume Gila venne eliminato quasi completamente e la tribù soffrì molto a causa della perdita della loro acqua. La tribù ricorse all'uso di acqua salmastra che non era adeguata per la crescita di colture commestibili e pertanto cominciarono a coltivare il cotone come prodotto di base.

## Lingua
La loro lingua ancestrale, lingua maricopa, appartiene alla famiglia delle lingue yumane.

## Arti
I Maricopa sono noti per la produzione di cesti in tessuto e tessuti in genere, ma in particolare, per le loro ceramiche molto brunite rosso su rosso. Queste ceramiche tradizionali hanno goduto di un risveglio dal 1937 al 1940. Un agente degli Stati Uniti, Elizabeth Hart, assieme alla Maricopa Ida Redbird, costituì la Maricopa Pottery Cooperative. La Redbird divenne presidente della cooperativa, che aveva tra i 17 e i 19 maestri ceramisti. La Hart incoraggiò i membri della cooperativa a firmare le loro opere. La svastica era un loro motivo tradizionale che fu abbandonato negli anni 1940, a causa dell'usurpazione nazista del simbolo.

## Maricopa famosi
- Ida Redbird (1892-1971) - Maestra ceramista dei Maricopa fu strumentale nel revival della ceramica Maricopa 1937-1940. Fu il primo presidente della Maricopa Pottery Makers Association,[5] traduttrice per le tribù del fiume Gila, contribuendo così a preservare la sua eredità indiana americana.
- Robert "Tree" Cody, flautista. È anche un membro iscritto della tribù Hunkpapa.